# آداب العمل
آداب العمل هي مجموعة من القواعد التي تحكم توقعات السلوك الاجتماعي في مكان العمل. وُضعت هذه القواعد "لاحترام وحماية الوقت، الأشخاص، والعمليات". لا يوجد اتفاق عالمي على معايير ثابتة لآداب العمل، حيث يمكن أن تختلف من بيئة إلى أخرى. تشمل آداب العمل جوانب متنوعة مثل لغة الجسد، السلوك الحسن، الاستخدام المناسب للتكنولوجيا، وغيرها. وجزء من آداب المكتب هو العمل بشكل جيد مع الآخرين والتواصل بفعالية.

## قواعد اللباس
غالبًا ما يتم فرض قواعد اللباس في مكان العمل "للارتداء بطريقة تتناسب مع مسؤولياتهم". كما أنها تسمح بالتعرف الجمالي بين الأعضاء وغير الأعضاء. عادةً، لا يحدد أصحاب العمل قواعد لباس محددة، بل يتم تنظيم قواعد اللباس من خلال الأعراف وتستمر من خلال الموظفين. كما يُستخدم مصطلح اللباس العملي غير الرسمي بشكل شائع عند وصف نوع الملابس المناسبة في مكان العمل. ومع ذلك، تختلف القوانين الخاصة بالملابس من مهنة إلى أخرى. على سبيل المثال، في بيئة العمل المكتبية، لا يُعتبر ارتداء الموظفين للجينز والتيشيرت مناسبًا.
كما ان قواعد اللباس لا تقتصر فقط على الملابس، بل غالباً ما تشمل تنظيم الإكسسوارات مثل المجوهرات والقبعات، ويستثنى من ذلك أغطية الرأس الدينية، كما تعتبر معظم قواعد اللباس أن ارتداء القبعات في العمل غير لائق. ولكن بعض أماكن العمل، قد يخصصوا احيانًا بما يُسمى الجمعة العفوية او الغير رسمية حيث يمكن للموظفين ارتداء الجينز أو قميصاً غير رسمي بشرط أن يكون محتشماً ولا يسيء للآخرين.

## التواصل وعلاقات العمل الصحية
آداب العمل والتصرفات الصحيحة تلعب دورًا مهمًا جدًا في بناء العلاقات في مكان العمل. من أجل الحفاظ على علاقات عمل صحية، يجب أن يكون الموظفون لاعبين في الفريق، وهذا يعني أن يكون لديهم "شفافية، واهتمام، وفهم تعاطفي" أيضًا، استخدام لغة الجسد المناسبة مهم في مكان العمل. الموظف الذي يقدم نفسه بطريقة تُظهر الاحترام يُظهر للذين في المناصب العليا أنه دائمًا يحافظ على الاحترافية. شيء بسيط مثل مصافحة اليد. وقد وُجد أن "المصافحات الجيدة" ضرورية للحفاظ على الاحترافية وإظهار الاحترام. وتؤكد الأدلة على "الإمساك بيد الشخص الآخر بإحكام، والمصافحة ثلاث مرات، ثم ترك اليد". كما يُعد الحفاظ على التواصل البصري مهارة جيدة يجب تذكرها دائمًا، حيث إن التواصل البصري يُظهر الاهتمام بالشخص المتحدث. وأن التحلي باللطف أمر بالغ الأهمية لتجنب "التواصل السلبي في مكان العمل". لذلك يجب على المرء تجنب استخدام اللغة الفظة، خاصة إذا كانت مشكلة مستمرة. يجب على الناس أيضًا أن يكونوا واعين لصحتهم وأن يكونوا مراعين للآخرين، من خلال عدم الذهاب إلى العمل وهم مرضى؛ لأن ذلك يمكن أن يؤثر على صحة الجميع أيضًا. ولا ينبغي للناس التفاخر برواتبهم، أو على العكس، وتجنب الشكوى طوال الوقت.
يتضمن التعامل مع الآخرين بالطريقة التي تود أن تُعامل بها في مكان العمل احترام زملائك وتشجيعهم من خلال القيام بأشياء مثل تهنئتهم على الإنجازات، أو على أداء جيد، أو على ترقية. فمن المهم أن تكون واعيًا لأفعالك الخاصة. يُعد الدخول في جدال حاد أو حتى العنف الجسدي في مكان العمل ليس فقط غير مناسب، بل يمكن أن يؤدي إلى الفصل، حيث أن معظم أماكن العمل لديها سياسة "عدم التسامح مطلقًا" مع العنف في مكان العمل من أي نوع.

## استخدام التكنولوجيا
التكنولوجيا أيضًا مورد مهم وناشئ في مكان العمل. ومع ذلك، نظرًا لأنها تطور حديث في بيئة العمل، الا انه لم يتم تنفيذ العديد من القواعد المتعلقة بحدودها. وذلك فيما يتعلق بالهواتف المحمولة، فإن الأمر متروك للشركة لتنظيم استخدام الهواتف المحمولة. ومع ذلك في بعض المهن مثل البناء، يعتبر مُستخدم الهاتف المحمول مخالفًا للوائح إدارة السلامة والصحة المهنية. حسب النص الآتي "الانخراط في أي ممارسة أو نشاط يشتت انتباهه أثناء تشغيل المعدات” ويمكن أن يؤدي استخدامه إلى الإيقاف أو الفصل 
فيما يتعلق بالتكنولوجيا الأخرى، مثل أجهزة الحاسوب، فإن آداب الإنترنت مهمة بنفس القدر للحفاظ على العلاقات الصحية والاحترافية. من المهم التأكد عند كتابة الرسائل الإلكترونية أو المذكرات أو استخدام أي شكل من أشكال التواصل غير المباشر أن تكون واضحًا ومختصرًا حتى لا يحدث أي لبس بين الزملاء. ومع ذلك، تعتبر العديد من أماكن العمل استخدام التكنولوجيا في العمل لأغراض التواصل عبر وسائل التواصل الاجتماعي أو لعب الألعاب غير ملائمة. يستخدم العديد من أصحاب العمل إجراءات تأديبية لمنع الموظفين من استخدام التكنولوجيا بشكل غير مناسب. يمكن أن يشمل الاستخدام غير المناسب للتكنولوجيا، ولكن لا يقتصر على، التدوين، الرسائل الفورية، استخدام بريدك الإلكتروني لأي شيء غير متعلق بالعمل، أو إرسال الرسائل النصية.
وفقًا لبورا جين ونماكي بارك، فإن الاستخدام المتزايد للهواتف المحمولة مرتبط بمهارات اجتماعية أقل وزيادة الشعور بالوحدة. يجب أن يكون التواصل عبر الرسائل، والبريد الإلكتروني، أو المكالمات الهاتفية مثل التواصل وجهًا لوجه، ولكنها ليست كذلك. من خلال الرسائل الفورية والبريد الإلكتروني، يمكن للناس التفكير في ردودهم. يمكنهم كتابة ردودهم وتحليلها، واتخاذ قرار بشأن ما سيقولونه، وأخذ الوقت الكافي لذلك، مما لا يجبرهم على تعلم التفكير بسرعة. ويُعتبر التواصل الشخصي أحد أهم جوانب الحياة المهنية، خاصةً في الاجتماعات وبناء الشبكات.